# Чендлер, Вики
Вики Чендлер (Vicki L. Chandler; род. 1950) — американский учёный, генетик, молекулярный биолог и генетик растений, специалист по парамутациям. Доктор философии (1983), эмерит-регент-профессор Аризонского университета и с 2015 года декан естественных наук Minerva Schools at KGI, также там Chief Academic Officer, перед тем — глава научной программы Gordon and Betty Moore Foundation, член Национальной АН США (2002) и Американского философского общества (2015).

## Биография
В 17 лет вышла замуж и родила первого ребёнка, а уже в 19 лет оказалась разведённой с двумя малолетними дочерьми.
Окончила Калифорнийский университет в Беркли (бакалавр BA биохимии).
В 1983 году получила степень доктора философии по биохимии в Калифорнийском университете в Сан-Франциско.
В 1983—1985 годах постдок по генетике Национального научного фонда на кафедре биологии в Стэнфордском университете.
Преподавала в Орегонском (1985—1997) и Аризонском университетах (в последнем — с 1997 года, регент-профессор с 2003 года), в последнем являлась директором-учредителем междисциплинарного исследовательского центра BIO5 Institute (с 2003), а ныне эмерит-регент-профессор.
С 2009 года глава научной программы Gordon and Betty Moore Foundation.
С 2015 года декан естественных наук Minerva Schools at KGI (ныне экс-), также там Chief Academic Officer, а ныне и провост Minerva University.
Состояла в редколлегиях Genetics, Plant Physiology, PNAS, Science.
В 2014 году президентом Обамой назначена в Национальный научный совет (на шестилетний срок).
Являлась президентом Genetics Society of America (2014) и Американского общества биологов растений (в 2001-02 годах). Член Американской ассоциации содействия развитию науки, член American Society for Biochemistry and Molecular Biology, International Society of Plant Molecular Biology, Rosalind Franklin Society. Член Совета НАН США (2007—2010), попечительского совета Гордоновских конференций (1997—2003) и его экс-председатель.
Входит в Консультативный совет Oskar Fischer Prize.
Своими учителями называла Keith Yamamoto (в Калифорнийском университете в Сан-Франциско), Virginia Walbot (в Стэнфордском университете) и Рэнди Шекмана (в Калифорнийском университете в Беркли).

## Награды и отличия
- Plant Biology Postdoctoral Fellowship, Национальный научный фонд (1983—1985)
- Presidential Young Investigator Award[англ.] (1985-90)
- Searle Scholar Award[англ.] (1988-91)
- Faculty Award for Women Scientists and Engineers, Национальный научный фонд (1991—1996)
- NIH Director’s Pioneer Award[англ.] (2005)
- 2007 Ed Denison Business Leader of the Year at the Arizona Governor’s Celebration of Innovation[8]